# Володино (Первомайский район)
Воло́дино (до 1948 года Ста́рый Яшла́в; укр. Володине, крымскотат. Eski Yaşlav, Эски Яшлав) — исчезнувшее село в Первомайском районе Республики Крым, располагавшееся на юго-западе района, в степном Крыму, примерно в 5 км южнее села Панфиловка.

### Динамика численности населения
- 1889 год — 69 чел.[5]
- 1900 год — 15 чел.[6]
- 1915 год — 80/30 чел.[7][8]
- 1926 год — 183 чел.[9]
- 1939 год — 233 чел.[10]

## История
Впервые в доступных источниках поселение, как деревня Отар-Яшлав Абузларской волости Евпаторийского уезда, населённый пункт упоминается в «Памятной книге Таврической губернии 1889 года», включившей результаты Х ревизии 1887 года, согласно которой в Отар-Яшлаве числилось 14 дворов и 69 жителей, но в «…Памятной книжке Таврической губернии на 1892 год» деревня не записана.
Земская реформа 1890-х годов в Евпаторийском уезде прошла после 1892 года; в результате Отар-Яшлав приписали к Кокейской волости. По «…Памятной книжке Таврической губернии на 1900 год» в деревне числилось 15 жителей в 4 дворах. По Статистическому справочнику Таврической губернии. Ч.II-я. Статистический очерк, выпуск пятый Евпаторийский уезд, 1915 год, в деревне Яшлав-Отар Кокейской волости Евпаторийского уезда числился 31 двор (1 двор с землёй, 30 — безземельные) с татарским населением в количестве 80 человек приписных жителей и 30 — «посторонних», из которых 57 мужчин и 53 женщины. Жители владели 2500 десятинами удобной земли. В хозяйствах имелось 109 лошадей, - волов, 15 коров и 650 голов мелкого скота.
После установления в Крыму Советской власти, по постановлению Крымревкома от 8 января 1921 года № 206 «Об изменении административных границ» была упразднена волостная система и в составе Евпаторийского уезда был образован Бакальский район, в который включили село, а в 1922 году уезды получили название округов. 11 октября 1923 года, согласно постановлению ВЦИК, в административное деление Крымской АССР были внесены изменения, в результате которых округа были отменены, Бакальский район упразднён и село вошло в состав Евпаторийского района. Согласно Списку населённых пунктов Крымской АССР по Всесоюзной переписи 17 декабря 1926 года, в селе Отар-Яшлав, Старо-Бурнакского сельсовета Евпаторийского района, числилось 47 дворов, все крестьянские, население составляло 183 человека, из них 179 татар и 4 русских, действовала татарская школа. Постановлением ВЦИК РСФСР от 30 октября 1930 года был создан Фрайдорфский еврейский национальный район (переименованный указом Президиума Верховного Совета РСФСР № 621/6 от 14 декабря 1944 года в Новосёловский) (по другим данным 15 сентября 1931 года) Старый Яшлав включили в его состав. По данным всесоюзной переписи населения 1939 года в селе проживало 233 человека.
В 1944 году, после освобождения Крыма от фашистов, согласно Постановлению ГКО № 5859 от 11 мая 1944 года, 18 мая крымские татары были депортированы в Среднюю Азию. С 25 июня 1946 года селение в составе Крымской области РСФСР. Указом Президиума Верховного Совета РСФСР от 18 мая 1948 года Старый Яшлав переименовали в Володино. 25 июля 1953 года Новосёловский район был упразднён, и село включили в состав Первомайского района. Видимо, вскоре село упразднили, поскольку в списках ликвидированных за период 1954—1968 год сёл оно не значится.